# Dekolonisatie van het curriculum
Dekolonisering van het curriculum is het proces waarbij wat er geleerd wordt op scholen en wie hierover mag beslissen gedekoloniseerd wordt. De dekolonisering van het curriculum is een reactie op de doorwerking van het kolonialisme, dat gezien wordt als een vorm van domineren van mensen van andere culturen.
In het debat rond dekolonisering van het curriculum wordt gesteld dat dit kolonialisme nog steeds relevant is. Namelijk, het traditionele curriculum maakt gebruik van de waarde, overtuigingen en kennissystemen die kolonisering ondersteun(d)en, daardoor kan het de koloniale gedachtegangen reproduceren. Als reactie daarop wil dekolonisering van het curriculum kritisch kijken naar kennis en hoe deze zich verhoudt tot macht. Het zal dan kijken naar wat als kennis wordt gerekend en wiens kennis meer waarde krijgt dan andere kennis.

## Waarom dekolonisatie van het curriculum
De stelling binnen dekolonisering van het curriculum is dat bepaalde kennis en skills meer gewaardeerd worden dan andere in scholen, deze kennis en skills zijn vaak gebaseerd op de cultuur van de dominante groep. Net zoals dekolonisering van kennis, wordt kennis hier dus niet gezien als een neutraal gegeven maar het impliceert een bepaalde verdeling van macht waarbij doorgaans Europese en Amerikaanse gedachten meer aanzien krijgen (ook wel benoemd als een eurocentrische visie). Doordat studenten gesocialiseerd worden binnen dit curriculum, leren zij niet om kritisch te staan tegenover hun plaats in de wereld, en privileges die tot ongelijkheid en onderdrukking kunnen leiden. Zaken zoals racisme, ongelijkheid en onderdrukking worden minder zichtbaar voor deze studenten en worden minder in vraag gesteld.

## Betekenis van dekolonisatie van het curriculum
Wat er nu precies begrepen wordt onder dekolonisering van het curriculum is context afhankelijk. Daarom is de betekenis van dekolonisering van het curriculum afhankelijk van wie het doet, waar, waarom en hoe. Zo zijn er verschillen tussen disciplines, belanghebbers zoals studenten, de gemeenschap, de faculteit of de instituties en verschillen tussen landen. Een Europees land of een Afrikaans land zullen bijvoorbeeld een andere betekenis geven aan dekolonisering van het curriculum. Waarbij een Europees land doorgaans meer zal spreken over het curriculum meer divers maken, het betrekken van de stem van minderheden en 'de ander'. Daarbij stapt men af van het interpreteren van kennis van een minderheidsgroep als kennis van minder intellectuele waarde. Wanneer we kijken naar de context van een Afrikaans land, bijvoorbeeld Zuid-Afrika, wordt hier doorgaans meer gesproken over het terug betrekken van meer inheemse kennis in het curriculum, waarbij het land ook op vlak van onderwijs onafhankelijk wil worden. Toch komen de betekenissen uit de verschillende contexten samen onder dekolonisering van het curriculum als het ontdoen van kolonialisme of koloniale gedachtegangen.
Hieronder een aantal voorbeelden van hoe dekolonisering van het curriculum begrepen kan worden:  
- Dekolonisering van het curriculum dat zich richt op het herkennen van beperkingen die visies afkomstig vanuit één cultuur, of een hiërarchie binnen een samenleving, teweeg kunnen brengen.[6] Daarbij wordt er dus gekeken naar welke kennis meer aanzien krijgt dan andere.[6] Dekolonisering van het curriculum kan zich vervolgens richten op het aanpakken van die beperkingen van curriculum.[6]
- Dekolonisering kan begrepen worden als het inbeelden van een alternatief, waarbij mensen de ruimte krijgen om vanuit een andere invalshoek te kijken.[6]
- Verder kan het begrepen worden als de democratisering van kennisproductie.[4]
- Dekolonisatie van het curriculum kan ook het tegenovergestelde van kolonisatie betekenen, hierbij moet alles wat met de kolonisator te maken heeft verwijderd worden.[4]
- Dekolonisering van het curriculum kan begrepen worden als het herwaarderen van inheemse kennis om zo de gekoloniseerde kennissystemen te vervangen. Zoals de lokale geschiedenis niet vanuit het perspectief van de kolonisator vertellen, maar luisteren naar het verhaal van de lokale bevolking. Hierbij hoopt men het onderwijs relevant te maken voor de inheemse/autochtone bevolking.[2][4]

## Methoden van dekolonisatie van het curriculum
Hoe dekolonisering van het curriculum wordt uitgevoerd hangt af van de betekenis die aan dekolonisering van het curriculum gegeven wordt.
Voorbeelden van dekolonisering van het curriculum (die hier van elkaar worden onderscheiden maar niet noodzakelijk apart worden toegepast in de realiteit):
- Kijken naar welke kennis geprivilegieerd wordt, vervolgens gaat men op een kritische manier deze ordening van kennis in vraag stellen.[6]
- Een andere methode kan zijn dat men een nieuw curriculum probeert te maken, hierbij wordt kennis dat niet uit de meerderheidsgroep afkomstig is mee opgenomen.[6] Heel concreet kan dit bijvoorbeeld het maken van een handboek voor geschiedenisonderwijs zijn, waarbij men het koloniale verleden en verschillende visies erkent en meeneemt.[8]
- Verder kan men bij dekolonisering van het curriculum kiezen voor een relationele manier van leren en onderwijzen. Zo wordt er samen tijdens het leren kennis geconstrueerd.[6] Door met elkaar in gesprek te gaan, waarbij men openstaat voor andere perspectieven, kritisch kijkt naar de eigen assumpties en op zoek gaat naar een nieuwe gedeelde basis waarin verschillende perspectieven worden meegenomen, kan aan dekolonisatie gedaan worden.[2]
- Verder kan dekolonisering van het curriculum hogere onderwijsinstellingen, gemeenschappen en sociaal-politieke bewegingen samenbrengen, om samen over dekolonisering van het curriculum na te denken.[6] Zoals een interuniversitaire werkgroep dat nadenkt over de initiatieven voor dekolonisering die ze nemen en welke mogelijkheden er zijn.[8]

## Reacties op dekolonisatie van het curriculum
Dekolonisatie van het curriculum krijgt verschillende reacties:
- Het kan positieve reacties krijgen waarbij het bijvoorbeeld gezien wordt als een kans om het onderwijs te hervormen, om bewustzijn te brengen en een nieuwe wereld in te beelden.[4]
- Het kan negatieve reacties krijgen, waarbij er gesteld wordt dat dekolonisatie van het curriculum het onderwijs achteruit zal laten gaan.[4]
- Het kan ook kritische reacties krijgen, waarbij gesteld wordt dat dekolonisering van het curriculum slechts gebruikt wordt als een schijnvertoning. Het zal zich dan voordoen als verandering terwijl er in realiteit niet veel is veranderd.[4] Zoals dekolonisering van het curriculum dat zich enkel richt op het curriculum of de leermaterialen die gebruikt worden, maar verder geen verandering van attitudes, percepties en opvattingen beogen.[4] Een voorbeeld daarvan is dat het vak 'geschiedenis' zijn naam verandert naar 'geschiedenis van het Westen', maar verder geen pogingen doet tot dekolonisatie van het curriculum. Naast schijnvertoningen kan dekolonisering van het curriculum ook kritisch ontvangen worden wanneer het zich beperkt tot een essentialistische voorstelling van anderen.[9] Een voorbeeld hiervan kan zijn dat er een projectweek wordt ingevoerd waarbij men zich enkel beperkt tot de meest duidelijke karakteristieken van een groep en geen oog heeft voor verschillen en verschillende relaties die er kunnen zijn binnen die bepaalde groep.[5][9]

Daarom zijn er verschillend uitdagingen waarmee dekolonisering van het curriculum moet omgaan, waaronder:
- Voor dekolonisering van het curriculum zijn bepaalde middelen zoals tijd en ruimte nodig.[6]
- Leraren die aan de slag gaan met dekolonisatie van het curriculum hebben een bepaald gevoel van veiligheid nodig om dit onderwerp aan te halen in de klas.[4]
- Verder is er een begrip nodig van wat dekolonisering van het curriculum kan betekenen om te weten wat er gedaan kan worden.[4]